# Boletina unusa
Boletina unusa är en tvåvingeart som beskrevs av Garrett 1924. Boletina unusa ingår i släktet Boletina och familjen svampmyggor.
Artens utbredningsområde är New York. Inga underarter finns listade i Catalogue of Life.